# Pascal Garnier (écrivain)
Pour les articles homonymes, voir Pascal Garnier et Garnier.
Pascal Garnier est un écrivain français né le 4 juillet 1949 dans le 14e arrondissement de Paris et mort le 5 mars 2010 à Valence (Drôme). Son œuvre se partage entre le roman policier et les ouvrages de littérature d'enfance et de jeunesse.

## Éléments biographiques
Après une vie d'errance et de petits boulots, et un passage éclair par le rock 'n' roll, il a décidé à 35 ans de se lancer dans l'écriture. Son œuvre, abondante et multiforme, publiée chez plusieurs éditeurs, dont P.O.L, Flammarion, Nathan jeunesse et Zulma, oscille entre le roman noir et des ouvrages plus tendres destinés à la jeunesse. Ses romans policiers – dans la lignée des Simenon, Hardellet, Bove ou Calet auxquels on l’a souvent affilié – sont marqués par un humour grinçant.
Depuis 2000, les éditions Zulma ont entamé la publication de ses œuvres complètes dans une nouvelle collection.
En 2001, il obtient le prix du festival Polar dans la ville de Saint-Quentin-en-Yvelines pour Nul n'est à l'abri du succès et, en 2006, un grand prix de l'humour noir avec Flux.

## Œuvres

### Romans
- La Solution esquimau, Fleuve noir no 11, 1996 ; Zulma, 2006
- La Place du mort, Fleuve noir, 1997 ; réédition, Points, coll. « Roman noir » no P2946, 2013
- Les Insulaires, Fleuve Noir no 45, 1998
- Trop près du bord, Fleuve Noir no 63, 1999 ; réédition, Points, coll. « Roman noir » no P3156, 2013
- L'A26, Zulma, 1999
- Chambre 12, Flammarion, 2000
- Nul n'est à l'abri du succès, Zulma, 2001 (prix du festival "Polar dans la ville" 2001)
- Les Nuisibles, Flammarion, 2002
- Les Hauts du bas, Zulma, 2003 ; rééditions : LGF, coll. « Le Livre de poche » no 31206, 2009 ; Zulma, coll. « Z/a » no 31, 2016
- Parenthèse, Plon, 2004
- Flux, Zulma, 2005 (Grand prix de l'humour noir Xavier-Forneret 2006)
- Comment va la douleur ?, Zulma, 2006 ; rééditions : LGF, coll. « Le Livre de poche » no 30929, 2008 ; Zulma, coll. « Z/a » no 24, 2015
- La Théorie du panda, Zulma, 2008 ; réédition, Points, coll. « Roman noir » no P2743, 2012
- Le Grand Loin, Zulma, 2009
- Lune captive dans un œil mort, Zulma, 2009 ; réédition, Points, coll. « Roman noir » no P2631, 2011
- Le Grand Loin, Zulma, 2010
- Cartons, Zulma, 2012

### Littérature d'enfance et de jeunesse
- Un chat comme moi, Nathan, Arc en poche no 185, 1986 ; réédition, Éditions Lire c'est partir, 2001 ; réédition, Mango jeunesse, BiblioMango no 305, 2003
- La Barrière, Éditions Folies d'encre, 1987 (illustrations Didier Gonord)
- Voleurs de parents, Syros, Souris noire no 22, 1988
- Âme comme magique, Nathan, Arc en poche no 131, 1989 (illustrations Monike Czarnecki) ; réédition, Éditions Lire c'est partir, 2002
- Le torchon brûle, Nathan, Arc en poche no 214, 1989 (illustrations Olivier Kerjean)
- Motus, Syros, Souris noire Plus no 11, 1989 ; réédition, Éditions Lire c'est partir, 2005
- Le Pain de la veille, L'entreligne, 1989
- Cas de figures, Syros Alternatives, Libre court, 1990
- Zoé zappe, Nathan, Arc en poche, 1990 ; réédition, Nathan, Demi-Lune no 11, 1996 ; réédition, Nathan poche no 84, 2006 (illustrations Christophe Merlin)
- Le Vieux Bougon, Nathan, coll. Marque page, 1990 (illustrations Dominique Garros)
- Lili bouche d'enfer, Syros, Souris rose no 14, 1990 ; réédition, Syros, Mini Syros no 20, 1998
- Les Naufragés du métro, Clé international, 1991
- Mado, Mango poche no 9, 1992
- À rebrousse-temps, Mango poche no 13, 1992 ; réédition, Édition Lire c'est partir, 2000
- La Décharge, Syros, Souris noire Plus no 21, 1992 ; réédition sous le titre La Décharge au trésor, Éditions Lire c'est partir, 2003
- Édouard et Marcel, Clé international, 1992
- L'Évadé de la chambre 9, Georges Naef, Les Enquêtes de la Panthère rose no 4, 1993 (illustrations Virginie Fréchuret et François Martin) ; réédition, Éditions Lire c'est partir, 2008
- Monsieur Mime, Clé international, 1994
- Case départ, Georges Naef, Les Enquêtes de la Panthère rose no 6, 1994 (illustrations Didier Jacquemin)
- Traqués, École des Loisirs, 1995
- Nono, Syros, Souris noire no 55, 1996 ; réédition, Syros, Mini souris noire no 15, 1997
- Dico dingo, Nathan, Demi-Lune no 1, 1996 ; réédition Nathan poche no 1, 2005 (illustrations Jochen Gerner) ; réédition, Nathan poche, 2011
- Mon jour de chance, Nathan poche no 44, 1996 (illustrations Frédi Astèr) ; réédition, Nathan poche no 44, 2005
- La Bleuïte aiguë, Père Castor/Flammarion, 1997
- Les Naufragés du mois d'août, Bayard jeunesse, coll. Envol no 504, 1998
- Mauvais Reflet, Nathan, Demi-Lune no 34, 1999 ; réédition, Éditions Lire c'est partir, 2008
- La Gare de Rachid, Syros, 2000
- Le Chemin de sable, tome 1: J'irai te voir, Pocket junior no 630, 2000 ; réédition, Bayard, 2011
- Le Chemin de sable, tome 2: La Neige au cœur, Pocket junior no 655, 2001
- Laissez-nous nos Bonnot !, Nathan, Demi-Lune no 112, 2001 ; réédition Nathan poche no 166, 2003 (illustrations Hugues Micol)
- Demain, on lève l'ancre, Nathan, coll. Pleine Lune : c'est ma vie no 152, 2002 (illustrations Stanislas Barthélémy) ; réédition, Éditions Lire c'est partir, 2007
- Le Chemin de sable, tome 3: Entre le ciel et l'eau, Pocket junior no 817, 2002
- Évadez-vous rêvadez-vous, Nathan, coll. Pleine Lune, 2002
- Le Chemin de sable, tome 4: Vincent & Co., Pocket junior no 1013, 2003
- Le Chemin de sable, tome 5: Le Sablier retourné, Pocket junior no 1350, 2004
- Les Enfants de la nuit, Bayard jeunesse, Je bouquine no 173, 2006 ; réédition, Éditions Lire c'est partir, 2012
- Derrière l'écran, Bayard jeunesse, 2007
- M'sieur Victor, Bayard jeunesse, 2009

### Recueils de nouvelles
- Contes gouttes, Entreligne, 1985
- L'Année sabbatique, P.O.L., 1986
- Surclassement, P.O.L., 1987
- T'avais qu'à pas vieillir, Verger éditeur, coll. Les Nouvelles du mercredi, 1997
- Attention enfants !, et autres histoires policières, Siloë, 1998
- Vieux Lions, dans Noir Été, Fleuve noir, 2000
- Vue imprenable sur l'autre, Zulma, 2002

### Nouvelle isolée
- Une fois trois, Verger éditeur, 1997

## Anthologie
- Les Insulaires et autres romans (noirs), Zulma, 2010 (Contient également : La Place du mort et Trop près du bord)